# Mirosław Piotrowski

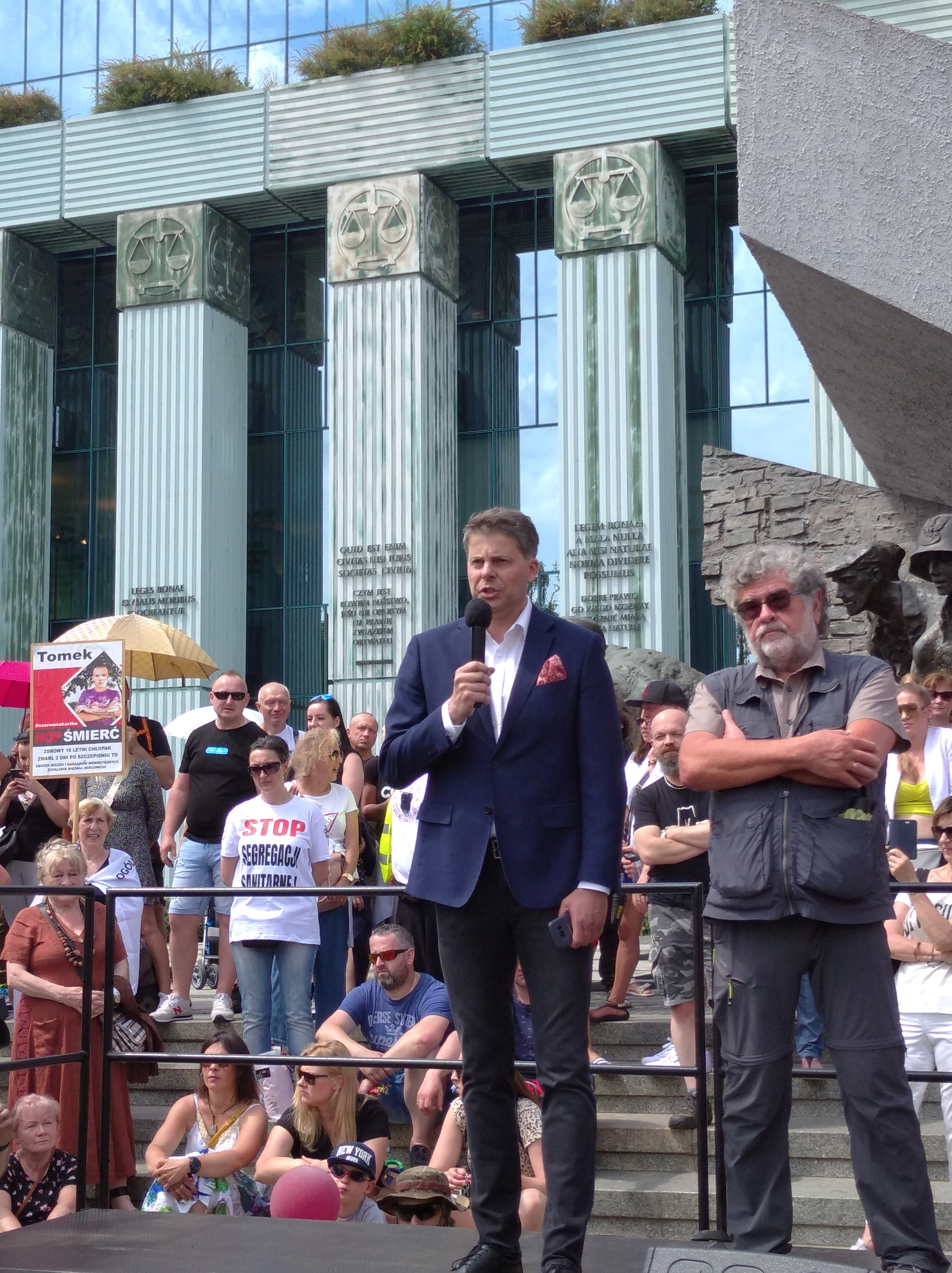
Mirosław Piotrowski przemawia w trakcie „Międzynarodowego Marszu o Wolność” w Warszawie (2021)

Mirosław Mariusz Piotrowski (ur. 9 stycznia 1966 w Zielonej Górze) – polski historyk, nauczyciel akademicki i polityk, doktor habilitowany nauk humanistycznych, profesor nadzwyczajny Katolickiego Uniwersytetu Lubelskiego Jana Pawła II, poseł do Parlamentu Europejskiego VI, VII i VIII kadencji (2004–2019), założyciel i przewodniczący ugrupowania Ruch Prawdziwa Europa. Kandydat na urząd prezydenta RP w pierwszych i drugich wyborach w 2020.

## Życiorys
W 1990 ukończył studia na KUL, w 1993 obronił na tej samej uczelni doktorat, w 2001 habilitował się na Uniwersytecie Mikołaja Kopernika w Toruniu. W 2002 za rozprawę habilitacyjną na temat reemigracji Polaków z Niemiec w latach 1918–1939 otrzymał nagrodę Prezesa Rady Ministrów. Był m.in. stypendystą Instytutu Herdera i Fundacji Adenauera. W 2003 objął stanowisko profesora KUL, został kierownikiem Katedry Historii Najnowszej w Instytucie Historii tej uczelni. Prowadzi wykłady w Wyższej Szkole Kultury Społecznej i Medialnej w Toruniu. Przez szereg lat regularnie współpracował z „Naszym Dziennikiem”, Telewizją Trwam i Radiem Maryja, do kwietnia 2020 jako felietonista w audycji Myśląc Ojczyzna. W pracy naukowej zajął się stosunkami polsko-niemieckimi w XX wieku, europejską chadecją, historią najnowszą Polski (w tym stosunkami państwo-Kościół), organami bezpieczeństwa PRL. Jest inicjatorem i prezesem Stowarzyszenia „Razem dla Lubelszczyzny”. W 2004 został wiceprezesem Klubu Inteligencji Katolickiej w Lublinie.
W wyborach samorządowych w 1998 bezskutecznie ubiegał się o mandat radnego Lublina z listy Akcji Wyborczej Solidarność. W 2004, otrzymawszy 48 365 głosów, został posłem do Parlamentu Europejskiego z ramienia Ligi Polskich Rodzin z okręgu obejmującego województwo lubelskie. Brał udział w pracach Komisji Spraw Zagranicznych i Komisji ds. Rozwoju Regionalnego. Rozpoczął organizowanie corocznego konkursu na największy absurd prawny uchwalony przez instytucje Unii Europejskiej. Należał do frakcji Niepodległość i Demokracja, z której w grudniu 2006 przeszedł do Unii na rzecz Europy Narodów (rezygnując też z reprezentowania LPR). W 2009 z powodzeniem ubiegał się o reelekcję z ramienia Prawa i Sprawiedliwości, uzyskując 84 904 głosy. W VII kadencji został członkiem grupy Europejscy Konserwatyści i Reformatorzy. Nie przystąpił do PiS, a w styczniu 2012 opuścił delegację tej partii w PE. W 2014 został jednak ponownie jej kandydatem, z powodzeniem ubiegając się o poselską reelekcję z wynikiem 73 465 głosów. Kilka miesięcy po wyborach ponownie wystąpił z delegacji PiS.
W 2010 skierował prywatny akt oskarżenia o zniesławienie przeciwko Sławomirowi Poleszakowi w związku z nieprzychylną recenzją jego książki, zarzucając mu świadome podawanie nieprawdy. Postępowanie karne w tej sprawie zostało umorzone decyzją sądu rejonowego wobec braku znamion przestępstwa. Na łamach „Gazety Wyborczej” został opublikowany list otwarty krytykujący takie postępowanie Mirosława Piotrowskiego, podpisany przez naukowców z różnych ośrodków akademickich. Głosami czytelników „Kuriera Lubelskiego” wybrany został „Człowiekiem Roku 2014”.
W 2018 założył partię Ruch Prawdziwa Europa (zarejestrowaną w lutym 2019). W 2019 lubelska lista kandydatów jego ugrupowania do PE została wykreślona przed dniem głosowania. W 2019 bezskutecznie próbował się zarejestrować jako kandydat na senatora w okręgu nr 16 (z ramienia KWW Lista Mirosława Piotrowskiego do Senatu, który wystawił trzech innych kandydatów w tych wyborach). Zgłosił swoją kandydaturę w wyborach prezydenckich w 2020. W kwietniu tegoż roku Państwowa Komisja Wyborcza zarejestrowała jego kandydaturę. W tym samym miesiącu Telewizja Trwam i Radio Maryja zakończyły z nim współpracę. Od tej pory swoje felietony Mirosław Piotrowski zaczął udostępniać w serwisie YouTube, profilu na portalu Facebook i oficjalnej stronie internetowej. Przedstawiciele toruńskich mediów założonych przez Tadeusza Rydzyka tłumaczyli, że miało to związek z zarejestrowaniem profesora jako kandydata w wyborach prezydenckich przewidzianych na maj 2020. Uznano, że kandydat na ten urząd nie powinien mieć stałej cotygodniowej audycji, która byłaby przez PKW zapewne uznana za agitację wyborczą. W czerwcu 2020 PKW zarejestrowała jego kandydaturę na kolejne wybory w tymże miesiącu. W pierwszej turze otrzymał 21 065 głosów (0,11%), zajmując ostatnie, 11. miejsce. W drugiej turze nie udzielił poparcia żadnemu z kandydatów.
W czerwcu 2022 był (obok Grzegorza Brauna i Włodzimierza Korab-Karpowicza) jednym z sygnatariuszy Apelu o pokój w Europie Środkowej. Jego autorzy, odnosząc się do trwającej wówczas inwazji Rosji na Ukrainę, stwierdzili, że przyczynami tej wojny były „strach Rosji przed rozszerzeniem się NATO oraz strach państw sąsiednich przed potęgą Rosji”, a także „wprowadzenie zmian w ustawie językowej na Ukrainie, dyskryminujących językową mniejszość rosyjską”. Oświadczenie to zostało uznane za proputinowskie m.in. przez portale Niezalezna.pl oraz OKO.press.
W marcu 2023 zawarł w imieniu Ruchu PE porozumienie o współpracy z Konfederacją Korony Polskiej (partią Grzegorza Brauna), dołączając tym samym do Konfederacji Wolność i Niepodległość. W tym samym roku kandydował z jej ramienia do Senatu, a w 2024 został jej kandydatem w kolejnych wyborach europejskich.

## Życie prywatne
Mirosław Piotrowski jest żonaty, ma czworo dzieci.

## Wyniki w wyborach ogólnopolskich
| nr | Wybory | Komitet wyborczy                   | Komitet wyborczy                                                             | Organ                               | Okręg                               | Wynik           |
| -- | ------ | ---------------------------------- | ---------------------------------------------------------------------------- | ----------------------------------- | ----------------------------------- | --------------- |
| 1  | 2004   |                                    | Liga Polskich Rodzin                                                         | Parlament Europejski VI kadencji    | nr 8                                | 48 365 (13,89%) |
| 2  | 2009   |                                    | Prawo i Sprawiedliwość                                                       | Parlament Europejski VII kadencji   | nr 8                                | 84 904 (22,40%) |
| 3  | 2014   | Parlament Europejski VIII kadencji | Prawo i Sprawiedliwość                                                       | 73 465 (18,39%)                     | nr 8                                |                 |
| 4  | 2020   |                                    | KW Kandydata na Prezydenta Rzeczypospolitej Polskiej Mirosława Piotrowskiego | Prezydent Rzeczypospolitej Polskiej | Prezydent Rzeczypospolitej Polskiej | 21 065 (0,11%)  |
| 5  | 2023   |                                    | Konfederacja Wolność i Niepodległość                                         | Senat XI kadencji                   | nr 16                               | 19 594 (10,18%) |
| 6  | 2024   | Parlament Europejski X kadencji    | Konfederacja Wolność i Niepodległość                                         | nr 8                                | 58 638 (9,47%)                      |                 |

## Wybrane publikacje
- Służba idei czy serwilizm? Zygmunt Felczak i Feliks Widy-Wirski w najnowszych dziejach Polski (1994).
- Reemigracja Polaków z Niemiec 1918−1939 (2000).
- Pro Fide et Patriae. Stronnictwo Pracy i Duchowieństwo Kościoła Katolickiego na Lubelszczyźnie po II wojnie światowej (2001).
- Syndrom PRL-u. Wybór artykułów (2004).
- Narodowe Siły Zbrojne na Lubelszczyźnie w latach 1944–1947 (2009).
- Unia jak Titanic. Myśląc Ojczyzna z Parlamentu Europejskiego (2013).
- Rozmawiajmy o Europie. Myśląc Ojczyzna z Parlamentu Europejskiego (2014).